# In Time: The Best of R.E.M. 1988-2003
In Time: The Best of R.E.M. 1988-2003 è il secondo best del gruppo musicale statunitense dei R.E.M., del 2003, che racchiude i migliori successi dal 1988 al 2003 cioè da quando la band ha firmato il contratto con la Warner Bros. Records.
L'album ha venduto più di 6 milioni di copie in tutto il mondo.
In seguito alla raccolta è uscito un DVD col titolo di In View: The Best of R.E.M. 1988-2003.

## Il disco
La copertina ha una foto blu della Luna nella quale sono molto evidenti i pixel della stampa che danno un tono antico alla copertina. All'interno del libretto viene spiegato come ogni canzone sia stata composta, gli stati d'animo in quel momento e altre curiosità. Il carattere della scritta in copertina, risulta sbavato, riempiendo ad esempio i buchi della O e della R.

## Tracce
1. Man on the Moon - 5:14  (da Automatic for the People)
2. The Great Beyond - 5:07 (dalla colonna sonora di Man on the Moon)
3. Bad Day - 4:07 (inedito)
4. What's the Frequency, Kenneth? - 4:01 (da Monster)
5. All the Way to Reno (You're Gonna Be a Star) - 4:45 (da Reveal)
6. Losing My Religion - 4:29 (da Out of Time)
7. E-Bow the Letter - 5:26  (da New Adventures in Hi-Fi)
8. Orange Crush - 3:52 (da Green)
9. Imitation of Life - 3:58 (da Reveal)
10. Daysleeper - 3:40 (da Up)
11. Animal - 4:02 (inedito)
12. The Sidewinder Sleeps Tonite - 4:08 (da Automatic for the People)
13. Stand - 3:12 (da Green)
14. Electrolite - 4:07 (da New Adventures in Hi-Fi)
15. All the Right Friends - 2:48 (dalla colonna sonora di Vanilla Sky)
16. Everybody Hurts - 4:45 (da Automatic for the People)
17. At My Most Beautiful - 3:36 (da Up)
18. Nightswimming - 4:18 (da Automatic for the People)

- Musica e testi di Bill Berry, Peter Buck, Mike Mills e Michael Stipe.

## Formazione
- Michael Stipe - voce, armonica
- Peter Buck - chitarra
- Mike Mills - basso
- Bill Berry - batteria, nelle canzoni precedenti al 1997 essendosi poi ritirato

Altri musicisti
- Scott McCaughey - chitarra, tastiere
- Bill Rieflin - batteria, percussioni
- Hahn Rowe - violino, chitarra

## Classifiche
| Classifica (2003) | Posizione massima |
| ----------------- | ----------------- |
| Australia         | 5                 |
| Austria           | 1                 |
| Belgio (Fiandre)  | 1                 |
| Belgio (Vallonia) | 8                 |
| Canada            | 4                 |
| Danimarca         | 1                 |
| Europa            | 2                 |
| Finlandia         | 8                 |
| Francia           | 6                 |
| Germania          | 1                 |
| Grecia            | 2                 |
| Irlanda           | 1                 |
| Italia            | 1                 |
| Norvegia          | 1                 |
| Nuova Zelanda     | 2                 |
| Paesi Bassi       | 7                 |
| Portogallo        | 4                 |
| Regno Unito       | 1                 |
| Spagna            | 6                 |
| Stati Uniti       | 8                 |
| Svezia            | 1                 |
| Svizzera          | 1                 |